# Japan Soccer League 1987-1988
La stagione 1987-1988 è stata la ventitreesima edizione della Japan Soccer League, massimo livello del campionato giapponese di calcio.

## Avvenimenti

### Antefatti

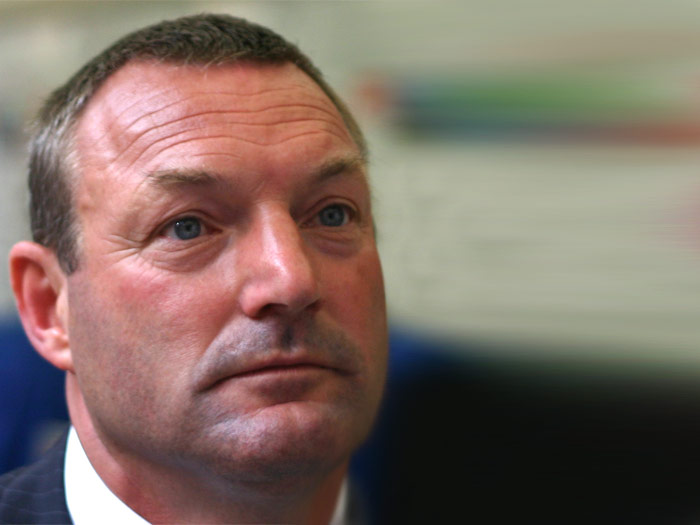
Ron Jans, attaccante del Roda JC ingaggiato dal Mazda.

Nel corso del precampionato avvenne un consistente aumento del tessaramento di giocatori professionisti (passando dai 2 della stagione precedente ai 57), che spinse la federazione a prendere in considerazione l'istituzione di una lega calcistica interamente professionistica. Fra le squadre maggiormente attive nel precampionato ci fu il Mazda, che promosse alla guida tecnica il viceallenatore Hans Ooft, affiancandolo al portiere Dido Havenaar e consegnandogli una rosa integrata dall'arrivo di Ron Jans.
Lo Yamaha Motors incluse nel proprio organico alcuni giocatori provenienti dal Brasile (fra cui l'esperto attaccante Adílson), affidandolo all'ex giocatore Kikuo Konagaya, lo Yomiuri sostituì Gaúcho con Mílton da Cruz nel ruolo di terminale offensivo mentre il Nissan Motors portò dal San Paolo il giovane attaccante Wagner Lopes e l'ex difensore verdeoro José Oscar Bernardi. Ci furono alcuni movimenti di giocatori stranieri anche in seconda divisione, con l'ANA Yokohama che incluse nella propria formazione l'argentino Néstor Piccoli.

### Il campionato
Per la prima volta nella storia del torneo, il primo raggruppamento vide prevalere lo Yamaha Motors che, rimanendo imbattuto per tutto l'arco del campionato e ottenendo la miglior differenza reti, prevalse sullo stesso lotto di pretendenti al titolo della stagione precedente (ossia il Nippon Kokan che per il terzo anno consecutivo concluse al secondo posto, e il Mitsubishi Heavy Industries terzo per il secondo anno di fila). Sul fondo della classifica il neopromosso Sumitomo Metals ottenne la prima salvezza della sua storia a scapito di un Mazda estremamente sterile in attacco e del Toyota Motors tornato in massima serie dopo nove anni di assenza.
La zona promozione del secondo raggruppamento vide il dominio dell'ANA Yokohama, definitivamente ristabilitosi dopo gli antefatti della stagione precedente; ad accompagnarlo nell'ascesa in massima divisione fu il Matsushita Electric, prontamente risalito dopo un anno di purgatorio. I risultati dei due gironi riservati alla retrocessione decretarono la discesa nelle leghe regionali del Seino e dell'esordiente Mazda Auto Hiroshima, quest'ultimo condannato a causa di una classifica avulsa sfavorevole contro il NTT Kansai.

## Squadre partecipanti

### Profili
Division 1
| Club partecipanti | Club partecipanti | Città     | Stagione 1986-1987              |
| ----------------- | ----------------- | --------- | ------------------------------- |
| Fujita            | dettagli          | Tokyo     | 8° in JSL Division 1            |
| Furukawa Electric | dettagli          | Yokohama  | 4° in JSL Division 1            |
| Honda Motor       | dettagli          | Hamamatsu | 9° in JSL Division 1            |
| Mazda             | dettagli          | Hiroshima | 7° in JSL Division 1            |
| Mitsubishi HI     | dettagli          | Tokyo     | 3° in JSL Division 1            |
| Nippon Kokan      | dettagli          | Kawasaki  | 2° in JSL Division 1            |
| Nissan Motors     | dettagli          | Yokohama  | 8° in JSL Division 1            |
| Sumitomo Metals   | dettagli          | Kashima   | 1° in JSL Division 2 (promosso) |
| Toyota Motors     | dettagli          | Susono    | 2° in JSL Division 2 (promosso) |
| Yamaha Motors     | dettagli          | Iwata     | 10° in JSL Division 1           |
| Yanmar Diesel     | dettagli          | Osaka     | 6° in JSL Division 1            |
| Yomiuri           | dettagli          | Tokyo     | Campione del Giappone           |

Division 2
| Club partecipanti    | Club partecipanti | Città      | Stagione 1985-1986                  |
| -------------------- | ----------------- | ---------- | ----------------------------------- |
| ANA Yokohama         | dettagli          | Yokohama   | 11° in JSL Division 2               |
| Cosmo Oil            | dettagli          | Yokkaichi  | 8° in JSL Division 2                |
| Fujitsu              | dettagli          | Kawasaki   | 10° in JSL Division 2               |
| Hitachi              | dettagli          | Kashiwa    | 12° in JSL Division 1 (retrocesso)  |
| Kawasaki Steel       | dettagli          | Okayama    | 12° in JSL Division 2               |
| Kofu Club            | dettagli          | Kōfu       | 7° in JSL Division 2                |
| Matsushita Electric  | dettagli          | Osaka      | 11° in JSL Division 1 (retrocesso)  |
| Mazda Auto Hiroshima | dettagli          | Hiroshima  | 2° nei playoff regionali (promosso) |
| Nippon Steel         | dettagli          | Kitakyūshū | 9° in JSL Division 2                |
| NTT Kanto            | dettagli          | Omiya      | 1° nei playoff regionali (promosso) |
| NTT Kansai           | dettagli          | Kyoto      | 14° in JSL Division 2               |
| Osaka Gas            | dettagli          | Osaka      | 6° in JSL Division 2                |
| Seino                | dettagli          | Ehime      | 4° in JSL Division 2                |
| Tanabe Pharma        | dettagli          | Osaka      | 3° in JSL Division 2                |
| Toho Titanium        | dettagli          | Chigasaki  | 13° in JSL Division 2               |
| Toshiba              | dettagli          | Kawasaki   | 5° in JSL Division 2                |

### Allenatori
Division 1
| Club              | Allenatore         |
| ----------------- | ------------------ |
| Fujita            | Hidemitsu Hanaoka  |
| Furukawa Electric | Eijun Kiyokumo     |
| Honda Motor       | Masakatsu Miyamoto |
| Mazda             | Hans Ooft          |
| Mitsubishi HI     | Kuniya Daini       |
| Nissan Motors     | Shū Kamo           |
| Nippon Kokan      | Yoshimasa Fukumura |
| Sumitomo Metals   | Atsushi Nomiyama   |
| Toyota Motors     | Masanobu Izumi     |
| Yamaha Motors     | Kikuo Konagaya     |
| Yanmar Diesel     | Kuniya Mita        |
| Yomiuri           | George Yonashiro   |

Division 2
| Club                 | Allenatore         |
| -------------------- | ------------------ |
| ANA Yokohama         | Toshihiko Shiozawa |
| Cosmo Oil            | Mitsuo Kamata      |
| Nippon Steel         | Hisao Kami         |
| Fujitsu              | Shigeo Yaegashi    |
| Hitachi              | Yoshikazu Nagaoka  |
| Kawasaki Steel       | Seiichi Kun        |
| Kofu Club            | Mitsuru Shimizu    |
| Matsushita Electric  | Yoji Mizuguchi     |
| Mazda Auto Hiroshima | Sconosciuto        |
| NTT Kansai           | Sconosciuto        |
| NTT Kanto            | Shozaburo Kyono    |
| Osaka Gas            | Sconosciuto        |
| Seino                | Sconosciuto        |
| Tanabe Pharma        | Akio Arai          |
| Toho Titanium        | Akira Orido        |
| Toshiba              | Takeo Takahashi    |

## Classifiche finali

### JSL Division 1
|                     | Pos. | Squadra           | Pt | G  | V  | N  | P  | GF | GS | DR  |
| ------------------- | ---- | ----------------- | -- | -- | -- | -- | -- | -- | -- | --- |
| Giappone (bandiera) | 1.   | Yamaha Motors     | 34 | 22 | 12 | 10 | 0  | 27 | 10 | +17 |
|                     | 2.   | Nippon Kokan      | 30 | 22 | 13 | 4  | 5  | 25 | 13 | +12 |
|                     | 3.   | Mitsubishi HI     | 29 | 22 | 12 | 5  | 5  | 27 | 15 | +12 |
|                     | 4.   | Nissan Motors     | 25 | 22 | 10 | 5  | 7  | 27 | 20 | +7  |
|                     | 5.   | Yomiuri           | 24 | 22 | 8  | 8  | 6  | 23 | 17 | +6  |
|                     | 6.   | Yanmar Diesel     | 24 | 22 | 7  | 10 | 5  | 22 | 19 | +3  |
|                     | 7.   | Furukawa Electric | 21 | 22 | 6  | 9  | 7  | 17 | 16 | +1  |
|                     | 8.   | Honda Motor       | 20 | 22 | 6  | 8  | 8  | 19 | 22 | -3  |
|                     | 9.   | Fujita            | 18 | 22 | 6  | 6  | 10 | 16 | 20 | -4  |
|                     | 10.  | Sumitomo Metals   | 15 | 22 | 5  | 5  | 12 | 17 | 32 | -15 |
|                     | 11.  | Mazda             | 13 | 22 | 2  | 9  | 11 | 8  | 18 | -10 |
|                     | 12.  | Toyota Motors     | 11 | 22 | 3  | 5  | 14 | 10 | 36 | -26 |

Legenda:

      Campione del Giappone e ammessa al Campionato d'Asia per club 1988-89

      Retrocesse in Japan Soccer League Division 2 1988-89

Note:
Due punti a vittoria, uno a pareggio, zero a sconfitta.

### JSL Division 2

#### Primo turno
Girone est
|  | Pos. | Squadra       | Pt | G  | V | N | P  | GF | GS | DR  |
|  | ---- | ------------- | -- | -- | - | - | -- | -- | -- | --- |
|  | 1.   | Toshiba       | 20 | 14 | 8 | 4 | 2  | 20 | 5  | +15 |
|  | 2.   | ANA Yokohama  | 20 | 14 | 7 | 6 | 1  | 26 | 13 | +13 |
|  | 3.   | Hitachi       | 18 | 14 | 6 | 6 | 2  | 22 | 9  | +13 |
|  | 4.   | NTT Kanto     | 17 | 14 | 5 | 7 | 2  | 20 | 12 | +8  |
|  | 5.   | Fujitsu       | 14 | 14 | 5 | 4 | 5  | 17 | 13 | +4  |
|  | 6.   | Toho Titanium | 10 | 14 | 3 | 4 | 7  | 11 | 25 | -14 |
|  | 7.   | Seino         | 7  | 14 | 3 | 1 | 10 | 7  | 25 | -18 |
|  | 8.   | Kofu Club     | 6  | 14 | 1 | 4 | 9  | 8  | 29 | -21 |

Girone ovest
|  | Pos. | Squadra              | Pt | G  | V  | N | P  | GF | GS | DR  |
|  | ---- | -------------------- | -- | -- | -- | - | -- | -- | -- | --- |
|  | 1.   | Matsushita Electric  | 25 | 14 | 11 | 3 | 0  | 51 | 7  | +44 |
|  | 2.   | Tanabe Pharma        | 19 | 14 | 8  | 3 | 3  | 27 | 13 | +14 |
|  | 3.   | Cosmo Oil            | 18 | 14 | 7  | 4 | 3  | 24 | 15 | +9  |
|  | 4.   | Kawasaki Steel       | 14 | 14 | 6  | 2 | 6  | 21 | 19 | +2  |
|  | 5.   | Osaka Gas            | 14 | 14 | 6  | 2 | 6  | 15 | 25 | -10 |
|  | 6.   | Nippon Steel         | 11 | 14 | 4  | 3 | 7  | 15 | 28 | -13 |
|  | 7.   | NTT Kansai           | 6  | 14 | 3  | 0 | 11 | 11 | 34 | -23 |
|  | 8.   | Mazda Auto Hiroshima | 5  | 14 | 2  | 1 | 11 | 8  | 31 | -23 |

Legenda:

      Ammessa al gruppo promozione
Note:
Due punti a vittoria, uno a pareggio, zero a sconfitta.

#### Secondo turno
Gruppo promozione
|  | Pos. | Squadra             | Pt | G  | V  | N | P  | GF | GS | DR  |
|  | ---- | ------------------- | -- | -- | -- | - | -- | -- | -- | --- |
|  | 1.   | ANA Yokohama        | 24 | 14 | 11 | 2 | 1  | 26 | 6  | +20 |
|  | 2.   | Matsushita Electric | 20 | 14 | 9  | 2 | 3  | 24 | 8  | +16 |
|  | 3.   | Toshiba             | 18 | 14 | 8  | 2 | 4  | 15 | 8  | +7  |
|  | 4.   | Hitachi             | 15 | 14 | 6  | 3 | 5  | 11 | 12 | -1  |
|  | 5.   | NTT Kanto           | 14 | 14 | 4  | 6 | 4  | 8  | 9  | -1  |
|  | 6.   | Tanabe Pharma       | 11 | 14 | 2  | 7 | 5  | 11 | 16 | -5  |
|  | 7.   | Cosmo Oil           | 5  | 14 | 2  | 1 | 11 | 7  | 21 | -14 |
|  | 8.   | Kawasaki Steel      | 5  | 14 | 1  | 3 | 10 | 8  | 30 | -22 |

Gruppo retrocessione (est)
|  | Pos. | Squadra       | Pt | G | V | N | P | GF | GS | DR  |
|  | ---- | ------------- | -- | - | - | - | - | -- | -- | --- |
|  | 1.   | Fujitsu       | 22 | 6 | 4 | 0 | 2 | 25 | 17 | -8  |
|  | 2.   | Toho Titanium | 14 | 6 | 2 | 0 | 4 | 17 | 33 | -16 |
|  | 3.   | Kofu Club     | 13 | 6 | 3 | 1 | 2 | 15 | 34 | -19 |
|  | 4.   | Seino         | 12 | 6 | 2 | 1 | 3 | 13 | 35 | -22 |

Gruppo retrocessione (ovest)
|  | Pos. | Squadra              | Pt | G | V | N | P | GF | GS | DR  |
|  | ---- | -------------------- | -- | - | - | - | - | -- | -- | --- |
|  | 1.   | Nippon Steel         | 19 | 6 | 4 | 0 | 2 | 25 | 27 | -10 |
|  | 2.   | Osaka Gas            | 19 | 6 | 1 | 3 | 2 | 20 | 30 | -10 |
|  | 3.   | NTT Kansai           | 11 | 6 | 2 | 1 | 3 | 19 | 43 | -24 |
|  | 4.   | Mazda Auto Hiroshima | 11 | 6 | 2 | 1 | 2 | 16 | 40 | -24 |

Legenda:

      Ammessa in Japan Soccer League Division 1 1988-89

      Retrocessa nei campionati regionali
Note:
Due punti a vittoria, uno a pareggio, zero a sconfitta.
Il Mazda Auto Hiroshima retrocesse in virtù di una sfavorevole classifica avulsa rispetto a quella del NTT Kansai

## Risultati

### Playoff (9º-16º posto)
|                      |     |              | Città e data             |
| -------------------- | --- | ------------ | ------------------------ |
| Fujitsu              | 1-2 | Nippon Steel | Toyohashi, 27 marzo 1988 |
| Toho Titanium        | 2-0 | Osaka Gas    | Toyohashi, 27 marzo 1988 |
| NTT Kansai           | 1-2 | Kofu Club    | Toyohashi, 26 marzo 1988 |
| Mazda Auto Hiroshima | 0-5 | Seino        | Toyohashi, 26 marzo 1988 |

## Statistiche

### Primati stagionali
| Record della Division 1 - Maggior numero di vittorie: Nippon Kokan (13) - Minor numero di sconfitte: Yamaha Motors (0) - Miglior attacco: Yamaha Motors, Mitsubishi H.I. e Nissan Motors (27) - Miglior difesa: Yamaha Motors (10) - Miglior differenza reti: Yamaha Motors (+17) - Maggior numero di pareggi: Yanmar Diesel (10) - Minor numero di pareggi: Nippon Kokan (4) - Maggior numero di sconfitte: Toyota Motors (14) - Minor numero di vittorie: Mazda (2) - Peggior attacco: Mazda (8) - Peggior difesa: Toyota Motors (36) - Peggior differenza reti: Toyota Motors (-26) | Record della Division 2 - Maggior numero di vittorie: Matsushita Electric (20) - Minor numero di sconfitte: ANA Yokohama (2) - Miglior attacco: Matsushita Electric (75) - Miglior differenza reti: Matsushita Electric (+60) - Maggior numero di pareggi: Tanabe Pharma (10) - Minor numero di pareggi: NTT Kansai (1) - Maggior numero di sconfitte: NTT Kansai (14) - Minor numero di vittorie: Kofu Club e Mazda Auto Hiroshima (4) - Peggior attacco: Seino (13 gol fatti) - Peggior differenza reti: Kofu Club e Mazda Auto Hiroshima (-24) |

### Classifica marcatori
| Gol |  |  | Giocatore       | Squadra         |
| --- |  |  | --------------- | --------------- |
| 11  |  |  | Toshio Matsuura | Nippon Kokan    |
| 10  |  |  | Hiromi Hara     | Mitsubishi HI   |
| 9   |  |  | André           | Yamaha Motors   |
| 9   |  |  | Jônas Silva     | Yanmar Diesel   |
| 8   |  |  | Adílson         | Yamaha Motors   |
| 8   |  |  | Wagner Lopes    | Nissan Motors   |
| 8   |  |  | Kazuhiro Mogi   | Sumitomo Metals |

| Gol |  |  | Giocatore     | Squadra        |
| --- |  |  | ------------- | -------------- |
| 14  |  |  | Takanori Wada | Kawasaki Steel |